# Fortymile River
Der Fortymile River (englisch für „Vierzigmeilen-Fluss“) ist ein 102 km langer linker Nebenfluss des Yukon River im US-Bundesstaat Alaska und im kanadischen Yukon-Territorium.

## Verlauf
Der Fortymile River entsteht am Zusammenfluss von North Fork und South Fork Fortymile River 50 Kilometer südöstlich von Eagle in Alaska. Von dort fließt der Fortymile River in östlicher Richtung durch das Yukon-Tanana Upland. Der Taylor Highway überquert bei Flusskilometer 75 den Fluss. Wenig später befindet sich am südlichen Flussufer die verlassene Ortschaft Steele Creek. Bei Flusskilometer 37 überquert der Fortymile River die kanadische Grenze. Er mündet schließlich 40 Meilen flussabwärts von Fort Reliance bei der ehemaligen Goldgräbersiedlung Forty Mile im Yukon-Territorium in den Yukon River. 4,6 km oberhalb der Mündung führt eine Brücke über den Fortymile River und verbindet die 7,5 km weiter nördlich gelegene frühere Asbest-Mine Clinton Creek mit dem südlich des Fortymile River verlaufenden Top of the World Highway.

## Hydrologie
Der Fortymile River entwässert ein Areal von 16.800 km²- Der mittlere Abfluss (MQ) an der Highway-Brücke bei Flusskilometer 75 beträgt 82,6 m³/s. Die größten monatlichen Abflüsse treten im Mai mit 351 m³/s auf.

## Namensgebung
Der Flussname stammt von Prospektoren und war seit ungefähr dem Jahr 1866 in Verwendung.

## Schutzcharakter
Der Fortymile River innerhalb von Alaska sowie Teile seiner Zuflüsse gehören zum Flusskorridor des Fortymile Wild and Scenic River. Auf dem Fortymile River können Kanu- oder Raftingtour unternommen werden. Am Flusslauf befinden sich die Stromschnellen The Falls, Deadmans Riffle, Claghorn Rapids und Canyon Rapids.